# Carlos Gallisá
Carlos Gallisá Bisbal  (3 de octubre de 1933 - 7 de diciembre de 2018) fue un abogado y político de Puerto Rico, líder del movimiento independentista.

## Biografía
Después de graduarse en la Universidad de Puerto Rico, Gallisá ejerció como abogado laboralista. Llegó a ser politizado a través de las protestas de Vieques contra la Marina de Estados Unidos.
Fue elegido miembro de la Cámara de Representantes como candidato del Partido Independentista Puertorriqueño (PIP) en 1972. En 1973 abandonó el PIP para unirse al Partido Socialista Puertorriqueño (PSP), del que se convirtió en secretario general en 1983. Tras la disolución del PSP en 1993, Gallisá se convirtió en líder del Nuevo Movimiento Independentista Puertorriqueño y más tarde del Movimiento Independentista Nacional Hostosiano. También es columnista del periódico Claridad y un habitual comentarista de noticias en el programa radiofónico "Fuego Cruzado", transmitido por la emisora WSKN-AM en San Juan, Puerto Rico.
Gallisá ha sufrido acoso por sus ideas políticas, incluyendo una bomba incendiaria en su despacho de abogados. Ha testificado ante las Naciones Unidas sobre la cuestión de la descolonización de Puerto Rico.
Falleció a los 85 años víctima de cáncer el 7 de diciembre de 2018.